# Zygmunt Jelonek
Zygmunt Janusz Jelonek (ur. 6 maja 1909 roku w Suwałkach, zm. w 1994) – polski inżynier i radiotechnik.
W 1927 rozpoczął studia na Wydziale Matematyczno-Przyrodniczym Uniwersytetu Warszawskiego, po roku przeniósł się na Wydział Elektryczny Politechniki Warszawskiej, a od 1934 r. pracował w Państwowym Instytucie Telekomunikacyjnym w Warszawie jako bardzo bliski współpracownik profesora Janusza Groszkowskiego. Zaprojektował wtedy m.in. konstrukcję generatora wzbudzającego Radiostacji Wileńskiej o najlepszej w Europie w połowie lat 30. stabilności częstotliwości. Od 1940 roku był pracownikiem w ośrodku badawczym Signals Research and Development Establishment w Christchurch w Anglii.
Był konstruktorem radiostacji WS 10, pierwszej na świecie linii radiowej o ośmiu kanałach komunikacyjnych. Za to dokonanie został wymieniony (6 czerwca) jako jedyny Polak w rozkazie dziennym w D-Day. Brał udział w rozwikłaniu tajemnicy Enigmy.